# МП-152
РЛС МП-152 "Гурзуф-Б" - предназначалась для радиоэлектронного противодействия и создания ответных прицельных по частоте уводящих помех корабельным, береговым и самолетным РЛС обнаружения.

## Состав
- Антенные посты правого и левого борта
- Радиотехнические блоки
- Аппаратура управления

## Принцип действия
Корабельная станция радиоэлектронной борьбы (РЭБ) имела четыре радиолокационных канала (по 2 с каждого борта) и работала в круговом режиме создавая помехи в диапазоне радиоволн, которые нарушали работу радио-, радиорелейных, средств радиолокации и радионавигации, технической разведки путём воздействия на их приемные устройства электромагнитными излучениями. 

## Размещается
Надводные корабли среднего и большого водоизмещения

## Технические характеристики
| Число каналов   | 4    |
| Диапазон частот | см   |
| Азимут обзора   | 360° |